# Bruce K. Holloway

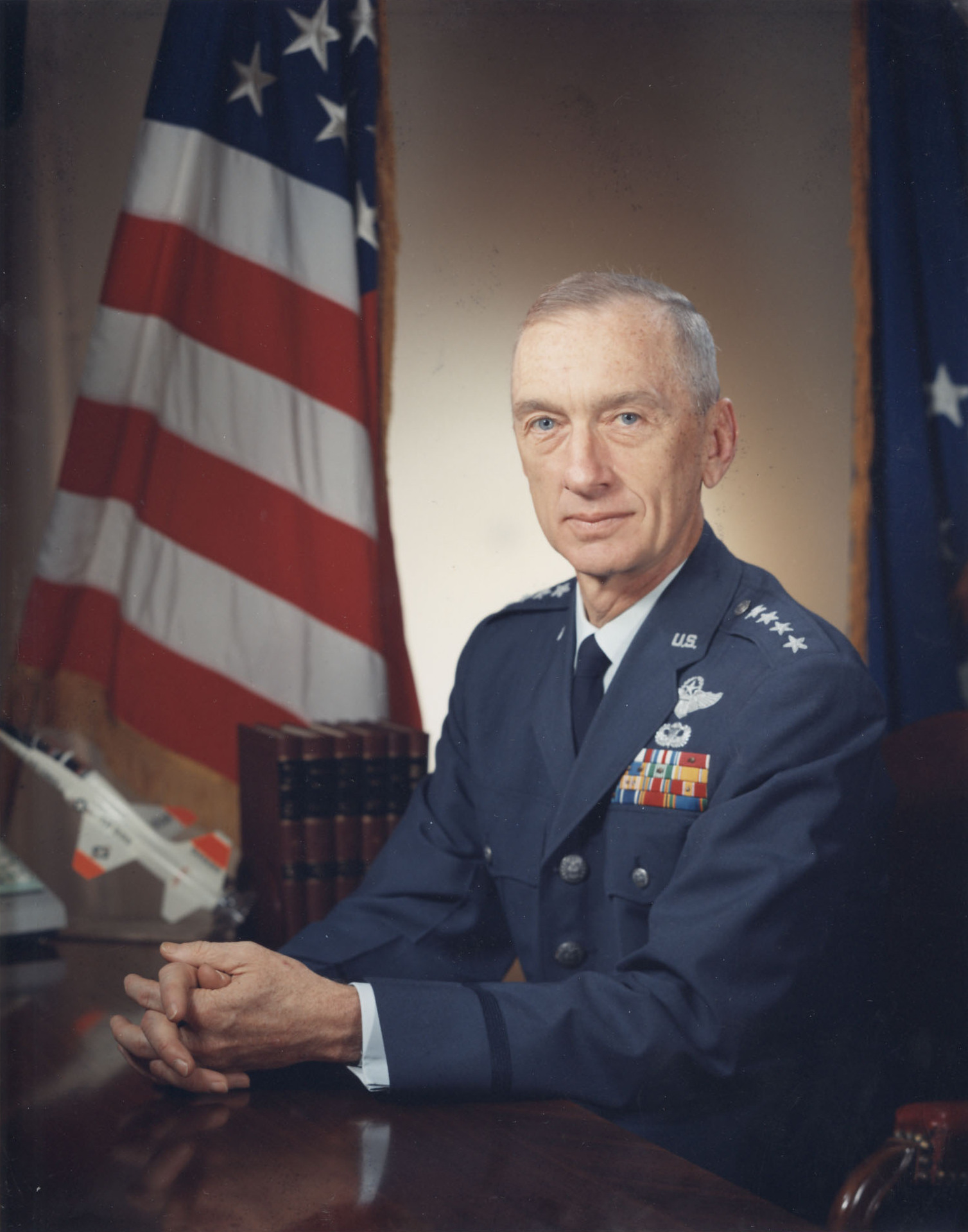
General Bruce K. Holloway

Bruce Keener Holloway (* 1. September 1912 in Knoxville, Tennessee; † 30. September 1999 in Orlando, Florida) war ein US-amerikanischer General der Air Force.

## Werdegang
Holloway schloss 1937 die United States Military Academy in West Point ab. Während des Zweiten Weltkriegs war er Kommandeur einer Fliegerstaffel in der Republik China.
Im Juli 1965 wurde er zum Kommandeur der amerikanischen Luftstreitkräfte in Europa (USAFE) ernannt. Von August 1968 bis zum Eintritt in den Ruhestand im April 1972 war er Kommandeur des Strategic Air Command.

## Auszeichnungen
Auswahl der Dekorationen, sortiert in Anlehnung der Order of Precedence of Military Awards:
- Army Distinguished Service Medal
- Air Force Distinguished Service Medal
- Silver Star
- Legion of Merit
- Distinguished Flying Cross
- Air Medal
- Großes Verdienstkreuz mit Stern und Schulterband des Verdienstordens der Bundesrepublik Deutschland
- Kommandeur der französischen Ehrenlegion
- Orden der Krone von Thailand 1. Klasse